# Mahmud Şevket Pascha
Mahmud Şevket Pascha (* 1856 in Bagdad; † 11. Juni 1913 in Konstantinopel) war ein osmanischer Militär (zuletzt Marschall) und Politiker, der eine bedeutende Rolle bei der Absetzung Sultan Abdülhamids II. spielte. Vom 23. Januar bis zum 11. Juni 1913 war er Großwesir des Osmanischen Reiches.

## Leben und Wirken
Mahmud Şevket Pascha war tschetschenischer Abstammung; da er in Bagdad geboren und aufgewachsen war, wird er zudem auch mit dem Beinamen Arab („der Araber“) bezeichnet. Als osmanischer Berufsoffizier schloss er sich der Oppositionsbewegung der Jungtürken an. Er unterstützte die von jungtürkischen Offizieren um den Hauptmann Enver, dem späteren Enver Pascha, begonnene Militärrevolte im Sommer 1908, die zur unerwartet und fast kampflos erfolgreichen „Jungtürkischen Revolution“ wurde. Diese führte dazu, dass der Sultan rasch nachgab und die 1878 suspendierte liberale Verfassung von 1876 wieder in Kraft setzte. 
Im April 1909 unterstützte Sultan Abdülhamid II. einen Aufstand religiöser und konservativer Kräfte gegen die Jungtürken („Vorfall vom 31. März“). In dieser Situation trug Mahmud Şevket Pascha als Oberkommandierender der in Makedonien stationierten Truppen durch einen raschen Marsch auf die aufständische Hauptstadt Konstantinopel an der Spitze der so genannten Interventionsarmee (Hareket Ordusu) zur Niederschlagung des Putschversuchs und der darauf folgenden Absetzung Abdülhamids bei. Dies begründete sein hohes Ansehen unter den Jungtürken und dem ihnen verbundenen Teil des osmanischen Offizierskorps.
1910 wurde er daraufhin Kriegsminister im Kabinett des Großwesirs İbrahim Hakkı Pascha (12. Januar 1910) und „Generalinspekteur“ der ersten drei Armeen des Reiches. In dieser Position war er in der Folgezeit „die stärkste Stütze des Regimes“ der Jungtürken.
Seine Amtszeit wurde überschattet von Aufständen in Albanien und Arabien, die militärisch bekämpft werden mussten, erst recht aber von den Niederlagen im Krieg gegen Italien, der dem Osmanischen Reich 1911/12 aufgezwungen wurde. Diese Niederlagen führten am 9. Juli 1912 zum Rücktritt Şevket Paschas als Kriegsminister, am 22. Juli 1912 wurde die gesamte jungtürkische Regierung gestürzt und durch ein „liberales“ (konservatives) Kabinett ersetzt.
Diese neue Regierung sah sich freilich ab Oktober 1912 dem konzentrierten Angriff der verbündeten Balkanstaaten Serbien, Bulgarien, Griechenland und Montenegro (Erster Balkankrieg) ausgesetzt. Die schlecht geführte und ausgerüstete, zudem im Offizierskorps durch die Machtwechsel politisch gespaltene osmanische Armee erlitt in wenigen Wochen katastrophale Niederlagen, die zum fast völligen Verlust der europäischen Türkei und zur weitgehenden Vertreibung oder Ermordung ihrer muslimischen Bewohner führten. Das Fass zum Überlaufen brachte die Bereitschaft der liberalen Regierung, selbst auf die von Bulgarien beanspruchte Stadt Adrianopel (heute Edirne) zu verzichten; damit wäre nicht nur eine alte Sultansresidenz hochsymbolisch preisgegeben worden, auch die Hauptstadt Konstantinopel wäre dem feindlichen Bulgarien dann in unmittelbare Nähe gerückt. Der geplante Verzicht auf Adrianopel führte zu großer nationalistischer Aufregung, und die Mitte 1912 gestürzten Jungtürken nutzten diese Situation für einen Militärputsch unter Führung des späteren Enver Pascha.
Am 22. Januar 1913 wurde die liberale Regierung des Großwesirs Kıbrıslı Mehmed Kamil Pascha durch den jungtürkischen Putsch fast widerstands- und kampflos gestürzt. Allerdings wurde der im Offizierskorps geachtete Kriegsminister Nazim Pascha bei der Erstürmung des Regierungsgebäudes von einem Putschisten erschossen. Nach Klärung der Machtverhältnisse musste der Sultan am 23. Januar eine neue jungtürkische Regierung ernennen: Mahmud Şevket Pascha wurde als Großwesir, Außenminister und Kriegsminister deren unbezweifelbare Führungsfigur. Freilich konnte auch seine Regierung angesichts der katastrophalen militärischen Lage die Abtretung der europäischen Provinzen einschließlich Adrianopels nicht verhindern. Ostthrakien und Adrianopel wurden jedoch im Zweiten Balkankrieg im Sommer 1913 durch osmanische Truppen unter Envers Kommando zurückerobert.
Diese militärische Genugtuung erlebte Şevket Pascha nicht mehr. Trotz der ausgedehnten Sicherheitsmaßnahmen des jungtürkischen Gouverneurs von Konstantinopel, Cemal Pascha, fiel er bereits am 11. Juni 1913 in Konstantinopel einem Attentat zum Opfer, das ein Offizier – ein Verwandter des im Januar ermordeten Nazim Pascha – als Vergeltung verübte.
Der plötzliche Tod Şevkets bahnte jüngeren und radikaleren jungtürkischen Führern den Weg zur Macht: Seit Herbst 1913 bildete sich das „Triumvirat“ der Offiziere Enver Pascha und Cemal Pascha (die 1914 zum Kriegs- bzw. Marineminister aufstiegen) und des zivilen Innenministers Talaat Bey, des späteren Talaat Pascha.
Kurz vor seiner Ermordung im Jahr 1913 äußerte sich Şevket Pascha gegenüber auswärtigen Diplomaten in der Frage der Armenier-Minderheitsrechte, deren Missachtung durch die osmanische Regierung und das Komitee für Einheit und Fortschritt zwei Jahre nach seinem Tod zum Völkermord an den Armeniern führte, reform- und verständigungsbereit.
Şevket Paschas Grab befindet sich innerhalb des Denkmals Abide-i Hürriyet in Istanbul.